# Andreas Lundstedt

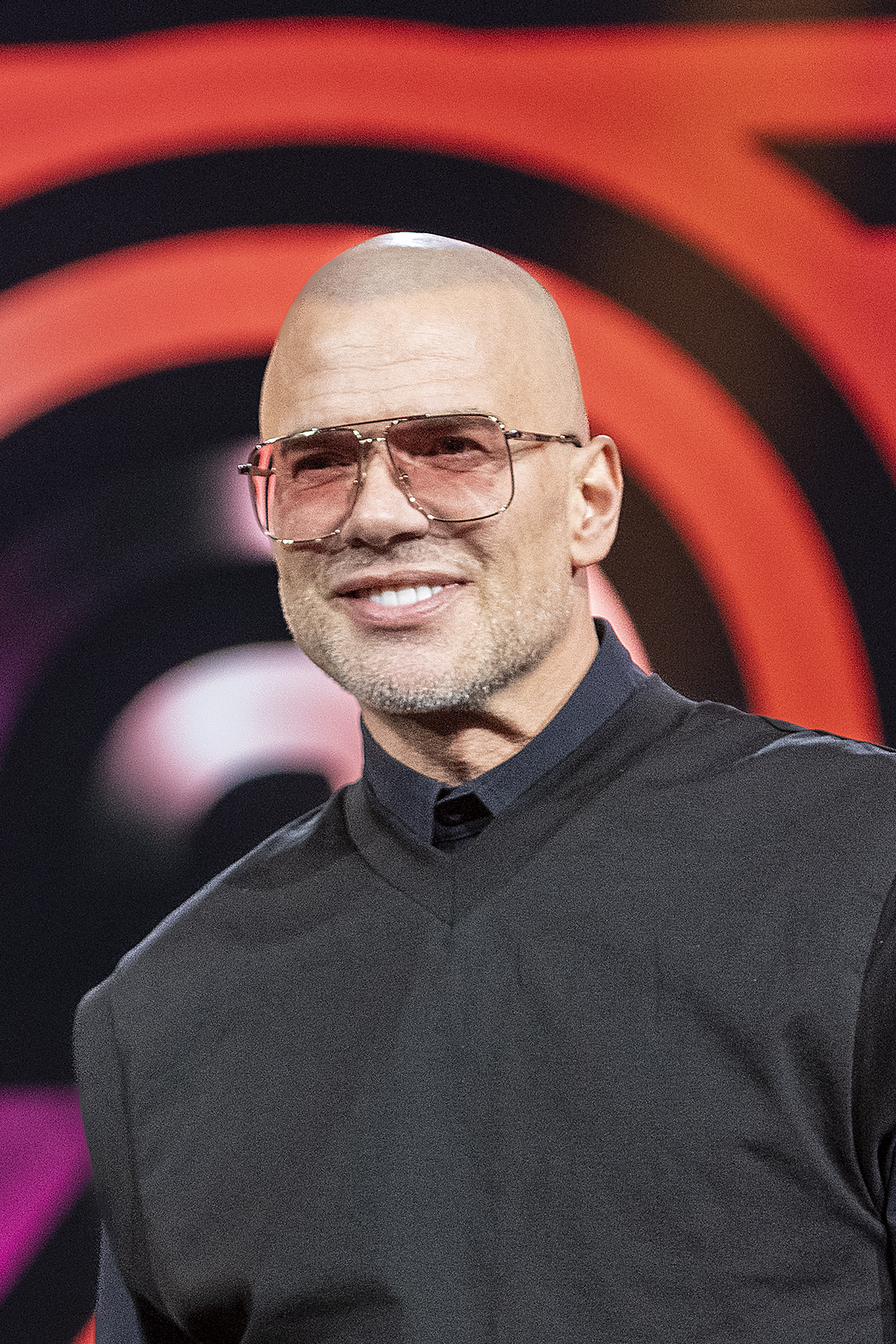
Andreas Lundstedt, 2025

Andreas Lundstedt (* 20. Mai 1972 in Knivsta als Björn Helge Andreas) ist ein schwedischer Pop-Sänger und Musical-Darsteller, der besonders als Mitglied der Popgruppe Alcazar große musikalische Erfolge vorweisen kann.

## Leben
Schon seit seiner Kindheit hatte Andreas Lundstedt den Wunsch Sänger zu werden. Bereits im Alter von fünf Jahren nahm er an einem Talentwettbewerb für Kinder teil und belegte dabei den zweiten Platz. Ab seinem fünfzehnten Lebensjahr trat er regelmäßig als Mitglied der Kinderband Stage Four im Fernsehen auf.
1999 war er Gründungsmitglied der erfolgreichen schwedischen Popgruppe Alcazar. Lundstedt ist offen schwul und unterhielt zeitweise eine Beziehung zu Magnus Carlsson. Den europaweiten Durchbruch schaffte die Gruppe 2001 mit der Hitsingle Crying at the Discoteque. Auch während seiner Mitgliedschaft bei Alcazar startete Andreas Lundstedt noch einige Soloprojekte. So brachte er vier eigene Singles und ein Album heraus. Zudem übernahm er Rollen in den Musicals Grease, Chicago und Saturday Night Fever.
In einem vielbeachteten Interview mit der schwedischen Zeitschrift QX vom 19. Dezember 2007, berichtete Andreas Lundstedt erstmals öffentlich über seine HIV-Infektion. Lundstedt wollte mit diesem Schritt das Tabu brechen, über diese Krankheit im Zusammenhang mit der Musikbranche zu sprechen und der Krankheit ein Gesicht geben.

## Eurovision Song Contest
Andreas Lundstedt hat bereits mehrfach versucht für Schweden am Eurovision Song Contest teilzunehmen. Bei den ersten beiden Versuchen trat er als Solokünstler auf und belegte mit Driver dagg faller regn (1996) den zweiten bzw. 1997 mit Jag saknar dig, jag saknar dig den siebten Platz der schwedischen Vorentscheidung. 2003 und 2005 nahm er als Mitglied von Alcazar teil und belegte dabei mit Not a Sinner, Not a Saint (2003) und Alcastar (2005) jeweils den dritten Platz der schwedischen Vorausscheidung. 2006 nahm er für die Schweiz beim Song Contest als Mitglied der Formation six4one teil und erreichte den 17. Platz. 2007 trat er beim Melodifestivalen mit dem von ihm selbst und Johan Röhr geschriebenen Titel Move an, scheiterte allerdings schon in der ersten Vorrunde. Am 7. Februar 2009 nahmen Alcazar in neuer Formation an der ersten Vorrunde des Melodifestivalen 2009 teil und erreichten mit dem Titel Stay the Night direkt das Finale. Dort belegten sie schlussendlich einen fünften Platz. In Folge nahmen sie erneut am Melodifestivalen teil, schafften diesmal aber nur den Sprung in die „Zweite-Chance“-Runde, wo sie Jessica Andersson unterlagen. Als Solist nahm Lundstedt 2012 mit Aldrig aldrig am Vorentscheid teil, scheiterte aber bereits im Halbfinale. Ein weiteres Mal nahmen Alcazar am Melodifestivalen 2014 und dem Titel Blame It on the Disco teil und belegten Rang drei. Als Solist kam Lundstedt beim Melodifestivalen 2025 mit Vicious nicht über das Halbfinale hinaus.

## Diskografie

### Alben
- 1996: Andreas Lundstedt (nicht veröffentlicht, vor Veröffentlichung zurückgezogen)

### Singles
| Jahr | Titel                            | Höchstplatzierung, Gesamtwochen, AuszeichnungChartsChartplatzierungen (Jahr, Titel, Platzierungen, Wochen, Auszeichnungen, Anmerkungen) | Anmerkungen                            |
| Jahr | Titel                            | SE | Anmerkungen                            |
| ---- | -------------------------------- | --- | -------------------------------------- |
| 1996 | Driver Dagg Faller Regn –        | SE11 (17 Wo.)SE |                                        |
| 1996 | Hey-Ya Hey-Ya –                  | SE21 (4 Wo.)SE |                                        |
| 1997 | Jag Saknar Dig, Jag Saknar Dig – | SE16 (10 Wo.)SE |                                        |
| 2006 | Lovegun / Nightfever –           | SE1 (4 Wo.)SE |                                        |
| 2007 | Move –                           | SE34 (3 Wo.)SE |                                        |
| 2025 | Vicious –                        | SE28 (… Wo.)SE | Erstveröffentlichung: 21. Februar 2025 |

Weitere Singles
- 1996: Driver Dagg Faller Regn – Summer Mixes (nicht in Deutschland veröffentlicht)
- 2006: Dollar Queen (nur digital veröffentlicht)
- 2012: Aldrig Aldrig